# Domini di Terraferma
Domini di Terraferma (Venezia: domini de teraferma hoặc stato da tera, nghĩa là "lãnh thổ lục địa" hay "quốc gia lục địa") là tên gọi được đặt cho các vùng lãnh thổ nội địa của nước Cộng hòa Venezia ngoài bờ biển Adriatic ở Đông Bắc Ý. Đó là một trong ba phân khu thuộc địa của nước Cộng hòa, hai khu khác là Dogado lúc ban đầu ("Công quốc") và lãnh thổ hải ngoại Stato da Mar ("Hải quốc").

## Địa lý
Ở mức độ lớn nhất thì xứ này bao gồm cả vùng nay là Veneto của Ý, phía Tây và Trung Friuli-Venezia Giulia và phần phía đông của Lombardy (tức là các tỉnh Bergamo và Brescia ngày nay) đến sông Adda, nơi nó giáp với Công quốc Milan của Đế quốc La Mã Thần thánh. Ở phía nam vùng hạ lưu sông Po (Polesine) hình thành biên giới với Lãnh thổ Giáo hoàng. Terraferma bao gồm phần phía tây và trung tâm của vùng Friuli lịch sử, ngoại trừ phần phía đông dọc theo sông Isonzo do các Bá tước xứ Görz thuộc Thánh chế nắm giữ. Về phía Bắc, dãy núi Carnic và Julian Alps đánh dấu biên giới với các công quốc Carinthia và Carniola bên trong nước Áo. 

## Lịch sử
Venezia đã xâm chiếm lục địa Mestre từ các nhà cai trị của dòng Scaliger ở Verona vào năm 1337, tiếp theo là Treviso và Bassano del Grappa vào năm 1339. Sự phát triển của tỉnh Terraferma thực sự được bắt đầu với việc viên Tổng trấn Michele Steno nhậm chức vào năm 1400, là người đã vận động một cách có hệ thống vùng nội địa Venezia để mà đảm bảo thương mại và sinh kế của người dân Venezia. Những người kế vị ông là Tommaso Mocenigo và Francesco Foscari còn bành trướng thuộc địa để tạo nên những bất lợi không chỉ của nhà Scaligeri, mà còn của dòng Carraresi tại Padua (Huân tước Francesco Novello da Carrara bị xử tử vào năm 1406) và dòng Visconti tại Milan.
Năm 1420, Venezia đã sáp nhập lãnh thổ Friulia của Giáo khu Aquileia thuộc Hoàng triều từ bờ biển Adriatic lên đến tận Pontebba tại dãy núi Julian Alps. Hoàng đế Sigismund đành phải thừa nhận việc đã rồi vào năm 1433, bốn năm sau đó, ông chính thức nhượng lại lãnh thổ cho Venezia như một thái ấp của đế chế. Năm 1523 Hoàng đế Charles V cuối cùng đã từ bỏ tất cả các danh hiệu trong vai trò là lãnh chúa phong kiến.
Nhân sự sụp đổ của nước Cộng hòa và Hiệp ước Campo Formio, Domini đã trải qua một thời gian ngắn dưới sự cai trị của Pháp cho đến khi Napoléon nhường nó cho Áo vào năm 1797, và năm 1805 cựu lãnh địa Domini đã được thống nhất với Vương quốc Ý của Napoléon (1805-1814) vào năm 1815 và với những gì còn lại của Lombardy đủ để lập nên Vương quốc Lombardy-Venetia dưới quyền kiểm soát của Đế quốc Áo. 